# راستی شومر
راستی شومر (انگلیسی: Rusty Schwimmer؛ زادهٔ ۲۵ اوت ۱۹۶۲) هنرپیشه اهل ایالات متحده آمریکا است. وی از سال ۱۹۸۸ میلادی تاکنون مشغول فعالیت بوده‌است.
از فیلم‌ها یا برنامه‌های تلویزیونی که وی در آن نقش داشته‌است می‌توان به پرونده‌های ایکس، کدبانوهای وامانده، هیئت منصفه فراری، دختران گیلمور، الی مک‌بل، درمانگاه خصوصی، آمیستاد، کاملاً طوفانی، اطلاع‌رسانی!، سرزمین شمالی، کندی‌من، کوه‌نشین ۲، خط صورتی نازک، بن‌بست، خواهران کامل و آزمایش بلکو اشاره کرد.